# Xã New Oregon, Quận Howard, Iowa
Xã New Oregon (tiếng Anh: New Oregon Township) là một xã thuộc quận Howard, tiểu bang Iowa, Hoa Kỳ. Năm 2010, dân số của xã này là 739 người.